# Fobos (mitologia)
Fobos (także Strach; stgr. Φόβος Phóbos ‘strach’, łac. Phobus, Terror, Pavor) – w mitologii greckiej uosobienie strachu.
Uchodził za syna Aresa i Afrodyty oraz za brata Dejmosa, Erosa, Anterosa i Harmonii. Wraz z Dejmosem i Enyo towarzyszył swojemu ojcu na polu walki.
Jego imieniem został nazwany jeden z księżyców Marsa – Fobos (Phobos).